# Giá trị chủ yếu Cauchy
Trong toán học, giá trị chủ yếu Cauchy, đặt theo tên của Augustin Louis Cauchy, là một phương pháp gán giá trị cho tích phân suy rộng đã biết mà nếu không sẽ không xác định

## Thiết lập phương trình
Tùy thuộc vào loại của điểm kỳ dị trong hàm lấy tích phân f, giá trị chủ yếu Cauchy được xác định bằng một trong những cách sau:
1) Số hữu hạn
{\displaystyle \lim _{\varepsilon \rightarrow 0+}\left[\int _{a}^{b-\varepsilon }f(x)\,\mathrm {d} x+\int _{b+\varepsilon }^{c}f(x)\,\mathrm {d} x\right]}
trong đó b là một điểm mà tại đó các hành vi của hàm f thoả
{\displaystyle \int _{a}^{b}f(x)\,\mathrm {d} x=\pm \infty } với bất kỳ a < b và
{\displaystyle \int _{b}^{c}f(x)\,\mathrm {d} x=\mp \infty } với bất kỳ c > b
(xem dấu cộng trừ đối với việc sử dụng các ký hiệu chính xác ±, ∓).
2) Số vô hạn
{\displaystyle \lim _{a\rightarrow \infty }\int _{-a}^{a}f(x)\,\mathrm {d} x}
trong đó {\displaystyle \int _{-\infty }^{0}f(x)\,\mathrm {d} x=\pm \infty }
và {\displaystyle \int _{0}^{\infty }f(x)\,\mathrm {d} x=\mp \infty }.
Trong một vài trường hợp, ta cần xử lý đồng thời các điểm kỳ dị tại cả số hữu hạn b và cả tại vô cực. Điều này thường được giải quyết bằng một giới hạn có dạng
{\displaystyle \lim _{\varepsilon \rightarrow 0+}\left[\int _{b-{\frac {1}{\varepsilon }}}^{b-\varepsilon }f(x)\,\mathrm {d} x+\int _{b+\varepsilon }^{b+{\frac {1}{\varepsilon }}}f(x)\,\mathrm {d} x\right].}
3) Liên hệ với tích phân đường
của một hàm giá trị phức f(z); z = x + iy, với một cực trên các đường viền. Cực được bao bởi một đường tròn bán kính ε và một đoạn quỹ đạo ngoài đường tròn này được ký hiệu L(ε). Cho hàm f(z) khả tích trên L(ε) dù ε trở nên nhỏ như thế nào, thì giá trị chủ yếu Cauchy là giới hạn:
{\displaystyle \mathrm {P} \int _{L}f(z)\ \mathrm {d} z=\int _{L}^{*}f(z)\ \mathrm {d} z=\lim _{\varepsilon \to 0}\int _{L(\varepsilon )}f(z)\ \mathrm {d} z,}
trong đó hai ký hiệu chung cho các giá trị chủ yếu Cauchy xuất hiện ở vế trái của phương trình này.
Trong trường hợp của các hàm khả tích Lebesgue, nghĩa là các hàm đó khả tích trong giá trị tuyệt đối, các định nghĩa này trùng với các định nghĩa chuẩn của tích phân.
Tích phân giá trị chủ yếu đóng một vai trò trung tâm trong cuộc thảo luận về phép biến đổi Hilbert.

## Lý thuyết phân phối
Cho {\displaystyle {C_{c}^{\infty }}(\mathbb {R} )} là tập các hàm bướu, nghĩa là không gian các hàm trơn với giá compact trên đường thẳng thực \mathbb{R}. Thì ánh xạ
{\displaystyle \operatorname {p.\!v.} \left({\frac {1}{x}}\right)\,:\,{C_{c}^{\infty }}(\mathbb {R} )\to \mathbb {C} }
được xác định qua giá trị chủ yếu Cauchy bởi
{\displaystyle \left[\operatorname {p.\!v.} \left({\frac {1}{x}}\right)\right](u)=\lim _{\varepsilon \to 0^{+}}\int _{\mathbb {R} \setminus [-\varepsilon ;\varepsilon ]}{\frac {u(x)}{x}}\,\mathrm {d} x=\int _{0}^{+\infty }{\frac {u(x)-u(-x)}{x}}\,\mathrm {d} x\quad {\text{for }}u\in {C_{c}^{\infty }}(\mathbb {R} )}
là một phân bố. Ảnh xạ tự nó đôi khi có thể được gọi là giá trị chủ yếu (vì thế ký hiệu p.v.). Ví dụ, sự phân bố này xuất hiện trong biến đổi Fourier của hàm bậc thang đơn vị.

### Sự xác định rõ là một phân phối
Để chứng minh sự tồn tại của giới hạn 
{\displaystyle \int _{0}^{+\infty }{\frac {u(x)-u(-x)}{x}}\,\mathrm {d} x}
với một hàm Schwartz {\displaystyle u(x)}, đầu tiên chú ý rằng{\displaystyle {\frac {u(x)-u(-x)}{x}}} liên tục trên {\displaystyle [0,\infty )},do
{\displaystyle \lim \limits _{x\searrow 0}u(x)-u(-x)=0} và từ đó ta có
{\displaystyle \lim \limits _{x\searrow 0}{\frac {u(x)-u(-x)}{x}}=\lim \limits _{x\searrow 0}{\frac {u'(x)+u'(-x)}{1}}=2u'(0),}
bởi vì {\displaystyle u'(x)} liên tục và áp dụng Quy tắc LHospitals.
Do đó {\displaystyle \int \limits _{0}^{1}{\frac {u(x)-u(-x)}{x}}\,\mathrm {d} x} tồn tại và bằng cách áp dụng định lý giá trị trung bình cho {\displaystyle u(x)-u(-x)}, ta có
{\displaystyle \left|\int \limits _{0}^{1}{\frac {u(x)-u(-x)}{x}}\,\mathrm {d} x\right|\leq \int \limits _{0}^{1}{\frac {|u(x)-u(-x)|}{x}}\,\mathrm {d} x\leq \int \limits _{0}^{1}{\frac {2x}{x}}\sup \limits _{x\in \mathbb {R} }|u'(x)|\,\mathrm {d} x\leq 2\sup \limits _{x\in \mathbb {R} }|u'(x)|}.
Hơn nữa
{\displaystyle \left|\int \limits _{1}^{\infty }{\frac {u(x)-u(-x)}{x}}\,\mathrm {d} x\right|\leq 2\sup \limits _{x\in \mathbb {R} }|x\cdot u(x)|\int \limits _{1}^{\infty }{\frac {1}{x^{2}}}\,\mathrm {d} x=2\sup \limits _{x\in \mathbb {R} }|x\cdot u(x)|,}
chúng ta lưu ý rằng ánh xạ {\displaystyle \operatorname {p.\!v.} \left({\frac {1}{x}}\right)\,:\,{C_{c}^{\infty }}(\mathbb {R} )\to \mathbb {C} } bị chặn bởi các bán chuẩn thông thường cho các hàm Schwartz {\displaystyle u}. Do đó ánh xạ này xác định, vì nó rõ ràng tuyến tính, phiếm hàm liên tục trên không gian Schwartz và do đó là một hàm suy rộng ôn hoà.
Lưu ý rằng chứng minh cần {\displaystyle u} chỉ khả vi liên tục trong một lân cận của 0 và {\displaystyle xu} bị chặn về vô cùng. Giá trị chủ yếu vì thế được định nghĩa trên các giả thiết thậm chí yếu hơn chẳng hạn như {\displaystyle u} khả tích với giá compact và khả vi tại 0.

### Các định nghĩa tổng quát hơn
Giá trị chủ yếu là phân phối ngược của hàm {\displaystyle x} và gần như là phân phối duy nhất với tính chất này:
{\displaystyle xf=1\quad \Rightarrow \quad f=\operatorname {p.\!v.} \left({\frac {1}{x}}\right)+K\delta ,}
trong đó {\displaystyle K} là một hằng số và {\displaystyle \delta } là phân phối Dirac.
Trong một ý nghĩa rộng hơn, giá trị chủ yếu có thể được định nghĩa cho một lớp rộng các hạt nhân tích phân kỳ dị trên không gian Euclide {\displaystyle \mathbb {R} ^{n}}. Nếu {\displaystyle K} nó có một điểm kỳ dị cô lập tại gốc, nhưng là hàm "đẹp" theo cách khác, thì phân phối giá trị chủ yếu được xác định dựa trên hàm trơn có giá compact bởi
{\displaystyle [\operatorname {p.\!v.} (K)](f)=\lim _{\varepsilon \to 0}\int _{\mathbb {R} ^{n}\setminus B_{\varepsilon (0)}}f(x)K(x)\,\mathrm {d} x.}
Một giới hạn như vậy có thể có hoặc không được xác định rõ ràng nhưng nó có thể không nhất thiết phải xác định một phân phối. Tuy nhiên nó được xác định rõ khi {\displaystyle K} là một hàm thuần nhất liên tục của độ{\displaystyle -n} có tích phân trong hình cầu bất kỳ với tâm tại gốc biến mất. Ví dụ, đây là trường hợp với các phép biến đổi Riesz.

## Ví dụ
Xét sự khác biệt về giá trị của hai giới hạn:
{\displaystyle \lim _{a\rightarrow 0+}\left(\int _{-1}^{-a}{\frac {\mathrm {d} x}{x}}+\int _{a}^{1}{\frac {\mathrm {d} x}{x}}\right)=0,}
{\displaystyle \lim _{a\rightarrow 0+}\left(\int _{-1}^{-2a}{\frac {\mathrm {d} x}{x}}+\int _{a}^{1}{\frac {\mathrm {d} x}{x}}\right)=\ln 2.}
Giới hạn đầu là giá trị chủ yếu Cauchy của biểu thức được xác định xấu theo cách khác
{\displaystyle \int _{-1}^{1}{\frac {\mathrm {d} x}{x}}{\ }\left({\mbox{which}}\ {\mbox{gives}}\ -\infty +\infty \right).}
Tương tự ta có
{\displaystyle \lim _{a\rightarrow \infty }\int _{-a}^{a}{\frac {2x\,\mathrm {d} x}{x^{2}+1}}=0,}
nhưng
{\displaystyle \lim _{a\rightarrow \infty }\int _{-2a}^{a}{\frac {2x\,\mathrm {d} x}{x^{2}+1}}=-\ln 4.}
Giới hạn thứ nhất là giá trị chủ yếu của biểu thức được xác định xấu theo cách khác
{\displaystyle \int _{-\infty }^{\infty }{\frac {2x\,\mathrm {d} x}{x^{2}+1}}{\ }\left({\mbox{which}}\ {\mbox{gives}}\ -\infty +\infty \right).}

## Danh pháp
Giá trị chủ yếu Cauchy của một hàm {\displaystyle f} có thể có nhiều danh pháp khác nhau dùng bởi các tác giả khác nhau. Trong số này có:
{\displaystyle PV\int f(x)\,\mathrm {d} x,}
{\displaystyle \int _{L}^{*}f(z)\,\mathrm {d} z,}
{\displaystyle -\!\!\!\!\!\!\int f(x)\,\mathrm {d} x,}
cũng như {\displaystyle P,} P.V., {\displaystyle {\mathcal {P}},} {\displaystyle P_{v},} {\displaystyle (CPV),} và V.P.